# Croque-madame
En la cocina popular francesa un croque-madame es lo mismo que un croque-monsieur solo que se le añade por encima un huevo frito (un croque-monsieur es un emparedado o sándwich de jamón y queso que suele ser elaborado con queso gruyer a la parrilla y gratinado).
Estos emparedados, croque-monsieurs y croque-madames, se sirven calientes en los bistrós de París.

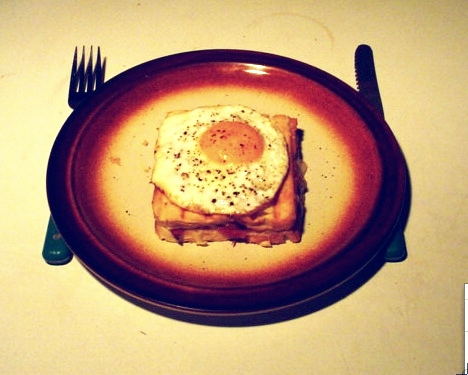
Croque-madame servido en un plato, cubierto con su tradicional huevo frito.